# Gljúfrafoss
Gljúfrafoss är ett vattenfall i republiken Island.   Det ligger i regionen Suðurland, i den sydvästra delen av landet, 110 km sydost om huvudstaden Reykjavík. 
Terrängen runt Gljúfrafoss är platt västerut, men österut är den kuperad. Terrängen runt Gljúfrafoss sluttar västerut.  Trakten runt Gljúfrafoss är nära nog obefolkad, med mindre än två invånare per kvadratkilometer. Närmaste större samhälle är Hvolsvöllur, 18,5 km nordväst om Gljúfrafoss. Trakten runt Gljúfrafoss består i huvudsak av gräsmarker. Gljúfrafoss ligger på gångavstånd från vattenfallet Seljalandsfoss. 